# Eremogone bryophylla
Arenaria bryophylla
Espèce
Eremogone bryophylla (basionyme Arenaria bryophylla) est une espèce de plantes à fleurs de la famille des Caryophyllaceae et du genre Eremogone, originaire d'Himalaya oriental, du Népal, du Qinghai, du Tibet, et d'Himalaya occidental. Étant rencontrée jusqu’à 6 180 m, elle a pour particularité d’être la plante à fleurs vivant à la plus haute altitude connue.

## Systématique
L'espèce a été initialement classée dans le genre Arenaria sous le basionyme Arenaria bryophylla, par Merritt Lyndon Fernald en 1919. Elle est déplacée dans le genre Eremogone par Prashant Keshav Pusalkar et Devendra Kumar Singh, en 2015,.
Eremogone bryophylla a pour synonymes :
- Arenaria bryophylla Fernald
- Arenaria bryophylla var. brevipedicella R.F.Huang & S.K.Wu
- Arenaria muscifloris Edgew. & Hook.f.
- Arenaria musciformis Wall.
- Arenaria musciformis Wall. ex Edgew. & Hook.f.
- Eremogone bryophylla (Fernald) Pusalkar & D.K.Singh